# خانه علومی
خانه علومی مربوط به دوره قاجار است و در یزد، میدان امیرچخماق، کوچه شهید کاظم عهدی واقع شده و این اثر در تاریخ ۲۲ مرداد ۱۳۸۴ با شمارهٔ ثبت ۱۳۰۳۰ به‌عنوان یکی از آثار ملی ایران به ثبت رسیده است.